# Yozo Hirano
Yozo Hirano  (平野 陽三, Ehime, Japão, 1 de janeiro de 1985) é um diretor de elenco e produtor no Spacetoday Inc.
Turista espacial, preparou-seo para um voo de 12 dias na Soyuz MS-20, com lançamento realizado em 8 de dezembro de 2021. No voo espacial, ele serviu como um assistente para o bilionário japonês Yusaku Maezawa, que pagou por dois assentos na nave.

## História
Nascido em 1985 em Ehime, Japão, formou-se na Kyoto Prefectural University como um diretor de elenco para um grupo de fotografia. Pós a graduação, ele se juntou ao ZOZO, Ltd., onde ele trabalhou como diretor de elenco para uma equipe cinematográfica. Então, trabalhou como produtor para o Spacetoday INC.

## Preparação para o voo
No dia 13 de maio de 2021, a Space Adventures anunciou que Yozo Hirano havia passado por um exame médico de forma bem sucedida e que no começo de junho de 2021, junto de Yusaku Maezawa, veio a começar o treino para a Soyuz MS-20, com lançamento programado para 8 de dezembro de 2021. O voo terá 12 dias de duração, sendo comandado pelo cosmonauta Aleksandr Misurkin. Hirano será responsável por cobrir o voo de Maezawa durante a 20.ª Expedição Visitante na ISS.
No dia 15 de junho de 2021, os participantes da 20.ª Expedição Visitante foram apresentados à equipe de gerência do Centro de Treinamento de Cosmonautas Yuri Gagarin. Junto de Y. Maezawa e Y. Hirano, Shun Ogiso, gerente de relações públicas no Start Tudei Corporation, também participou do treino.